# Asthenothaerus hemphilli
Asthenothaerus hemphilli är en musselart som beskrevs av Dall 1886. Asthenothaerus hemphilli ingår i släktet Asthenothaerus och familjen Thraciidae. Inga underarter finns listade i Catalogue of Life.